# 大星組
大星組（おおほしぐみ）は、かつて存在した北海道の土木建築請負業者である。

## 歴史
大星組は福井県で大工・大星重次郎が大火の伴う多数の民家復旧請負工事を受注するも、発注主の支払い遅延に伴い代金回収がままならず、やむなく破産。それに伴い、来道した大星三松が1901年に創業した企業。先に独立した兄・大星鶴松との競合を避ける為、個人施主の受注はせず、官公庁工事や企業工事を専門とした。さらに、当初は、木造建築工事専門だったが「木造建築はそのうち廃れる」と早くに見切りをつけ、鉄筋コンクリート工事にも進出。最初は、従業員数名の土工部屋程度からの出発であったが、すぐに鉄道指名業者となり大規模展開し、鉄道施設工事や学校施設工事を多く受注した。大星組は当時の官公庁からは工事が速く優良な建築業者として信頼を受け、同業者の間でも有力な建築業者として知れ渡ったという。
しかし、1927年3月から発生した経済恐慌である昭和金融恐慌で、受注工事が極端に減少し、官公庁工事を頼って、1929年北海道帝國大学理学部新築工事を受注するも、予想以上に極端に材料費がかさみ、大赤字を出した。さらに折からの昭和恐慌によって、1930年3月には株式・商品市場が暴落し、生糸、鉄鋼、農産物、建築資材等の物価は急激に低下し、受注は全く激減してしまった。1931年大星三松は思い切って廃業を決断。支配人に東山鉱三が居たが事業は引き継がず、大星三松一代で終わった。
1931年3月頃に下請や出入り関係業者を料理屋に集め、「アゴ別れ(網子別れ)」の季節にちなみアゴ別れの宴をしたという。

## 沿革
- 1901年（明治34年） 創業
- 1909年（明治42年） 鉄筋コンクリートにも進出
- 1927年（昭和2年） 営業税を896円納入する業者に成長
- 1929年（昭和4年） 北海道帝國大学理学部棟工事で赤字に転落
- 1931年（昭和6年） 廃業

## 主な施工実績
- 室蘭駅鉄道官舎
- 札幌区立札幌東北尋常小学校
- 創成小学校
- 札幌区立豊水尋常高等小学校
- 北海道鉄道管理局庁舎
- 札幌市公会堂
- 北海道帝國大学工学部棟・理学部棟